# Противотуннельный барьер на границе Израиля и сектора Газы
Противотуннельный барьер вдоль границы Израиля и Газы (иногда называется «умной стеной») представляет собой подземную стену, построенную Израилем на протяжении всех 40 километров границы между Израилем и сектором Газа, чтобы предотвратить несанкционированное проникновение в Израиль террористов ХАМАСа и других антиизраильских элементов, путем рытья туннелей под барьером между Израилем и сектором Газа. Проект включает углубление и строительство толстых бетонных стен в сочетании с датчиками и устройствами сигнализации.
Подземный противотуннельный барьер и 81 % надземного барьера были завершены в марте 2021 года.. Весь проект был завершён в декабре 2021 года. Стоимость проекта оценивалась от 3 миллиардов шекелей (833 миллиона долларов США) до 3,5 миллиардов шекелей (1,11 миллиарда долларов США). Он расположен полностью на израильской земле.

## Предыстория
Из-за эффективности барьера Израиль-Газа в предотвращении проникновения в Израиль палестинских боевиков ХАМАС принял стратегию рытья туннелей под барьером. 25 июня 2006 года палестинцы использовали 800-метровый туннель, вырытый в течение нескольких месяцев, чтобы проникнуть в Израиль. Они атаковали патрулирующее израильское бронетанковое подразделение, убили двух израильских солдат и захватили ещё одного, Гилада Шалита.
В период с января по октябрь 2013 года были обнаружены ещё три туннеля, два из которых были начинены взрывчаткой.
Во время операции «Нерушимая скала» Израиль столкнулся с боевиками ХАМАС, которые вышли из туннелей в Израиль и атаковали солдат вдоль границы. После войны Израиль обнаружил и уничтожил 32 туннеля. В 2018 году Израиль разрушил три новых туннеля.

## Подземный барьер

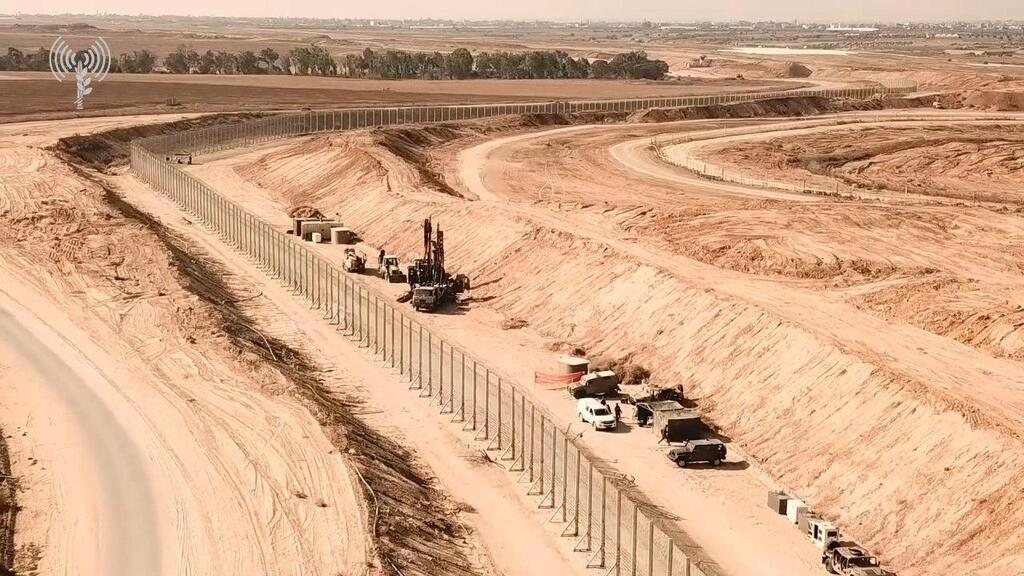
Обнаружение наступательного террористического туннеля для проникновения в Израиль с юга сектора Газа, в районе Хан-Юниса, октябрь 2020 года

Противотуннельный барьер был построен в ответ на большое количество туннелей, вырытых ХАМАСом для проникновения боевиков. В середине 2017 года Израиль начал строительство подземной стены глубиной несколько метров. Барьер оснащён датчиками, которые могут обнаружить строительство туннеля.
В октябре 2020 года датчики в подземном сооружении обнаружили туннель ХАМАСа. Израильский военный чиновник назвал туннель «самым значительным туннелем, который мы когда-либо видели, как с точки зрения глубины, так и с точки зрения инфраструктуры».